# Dům U Zlatého slunce (Týn nad Vltavou)
Dům U Zlatého slunce čp. 37 na severní straně náměstí Míru patří mezi významné nemovité kulturní památky města Týna nad Vltavou v okrese České Budějovice. Dům je zároveň součástí městské památkové zóny Týn nad Vltavou, vyhlášené 19. listopadu 1990.

## Historie
Dům, původně založený v gotickém slohu, pravděpodobně pochází z poloviny 16. století, jak dosvědčuje zdejší typická síťová klenba. Později dům prošel barokní a následně klasicistní přestavbou. Po staletí byl v domě na vltavotýnském náměstí hostinec. V roce 1654 byla jako majitelka hostince „U Zlatého slunce“ uváděna Kateřina Ratajská, v roce 1677 Maryana Doktoryusová, v letech 1693–1696 pak vdova Lidmila Moučková. Později se zde střídali další majitelé. 

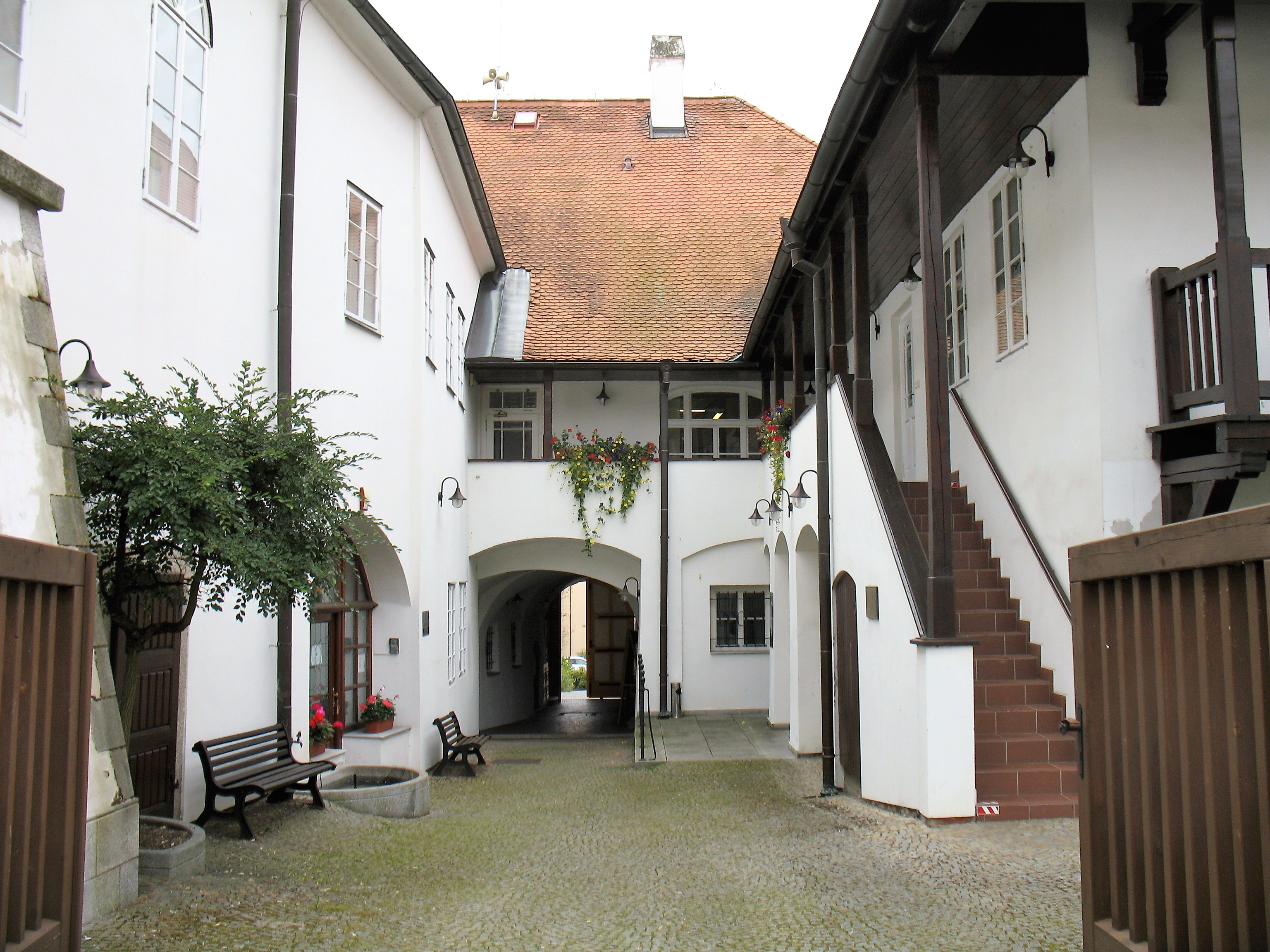
Pohled ze dvora: Vlevo v patře je obřadní síň, vpravo v přízemí galerie, nad ní jsou kanceláře

V letech 1709–1727 v domě žil hostinský a mydlář Jan Bittner, který obchodoval s dřevem a solí. Reliéf s vyobrazením koruny, umístěný nad vstupními vraty, patrně vznikl mezi roky 1761 a 1763, kdy dům vlastnila Marie Anna Detztossi, rozená hraběnka de Pasague.
V druhé polovině 18. století byla v domě čp. 37 kromě hostince též pošta. Při prodeji domu v roce 1825 je poprvé v dokumentech oficiálně zaznamenán jeho název „U Zlatého slunce“. V roce 1851 dům „U zlatého slunce“ koupil hostinský a řezník  František Weselý, majitel sousedního domu U zlatého lva (čp. 38), který pak v roce 1860 získal pro svůj hostinec právo na ubytování cizinců. Současně se dům U Zlatého slunce, který až do 20. let 20. století vlastnili příslušníci rodiny Weselých, postupně stal střediskem společenského života ve městě. Již v roce 1845 se v domě čp. 37 odehrálo historicky první české divadelní představení ve městě. V patře domu byl rozlehlý divadelní sál, který byl na konci 19. století opatřen novou výmalbou.
V 50. letech 20. století byla opravena fasáda domu, zároveň se ale počítalo s využitím zdejších hospodářských budov pro potřeby zemědělských provozů, původně náležejících k velkostatku při zámku Vysoký hrádek v Březí u Týna nad Vltavou. V letech 2001–2002 byla provedena celková rekonstrukce objektu, v němž jsou umístěny některé kanceláře městského úřadu, včetně kanceláře starosty a místostarosty. Své místo zde našla také městská galerie a obřadní síň, která byla původně historickým sálem ve stylu biedermeieru.

## Popis
Patrový dům U Zlatého slunce je trojtraktový, krytý sedlovou střechou. Nachází se na severní straně vltavotýnského náměstí uprostřed mezi bývalým arcibiskupským zámkem (čp. 1) a rovněž památkově chráněným domem čp. 38. Památková ochrana se vztahuje na celý areál i se dvorem a s postranními trakty, které k němu přiléhají.
V jižní fasádě, obrácené do náměstí, je šest okenních os. Uprostřed v přízemí se nachází brána s kamenným ostěním, nad níž je domovní znamení se zlatou korunou. Branou se vstupuje do klenutého průjezdu, který na druhé straně ústí do dvora, odkud lze projít do Jiráskovy ulice. Kromě gotické síťové klenby jsou v domě klenby valené a plackové, které vznikly v období baroka a klasicismu. Valené klenby se nacházejí v průjezdu a v jedné z místností v přízemí. 
V prvním patře směrem do dvora je umístěna zděná pavlač z druhé poloviny 19. století. Pod domem se dochovaly původní dvoupodlažní klenuté sklepy, které jsou napojené na systém podzemních chodeb, související s odvodněním a odvětráním vltavotýnského podzemí. Původní sál v 1. patře východního křídla budovy slouží jako městská obřadní síň. V přízemní části západního křídla budovy, kde sídlí městská galerie, jsou na východní a severní straně arkády. Do jedné ze dvou arkád v severním průčelí tohoto traktu ústí studna.

## Galerie

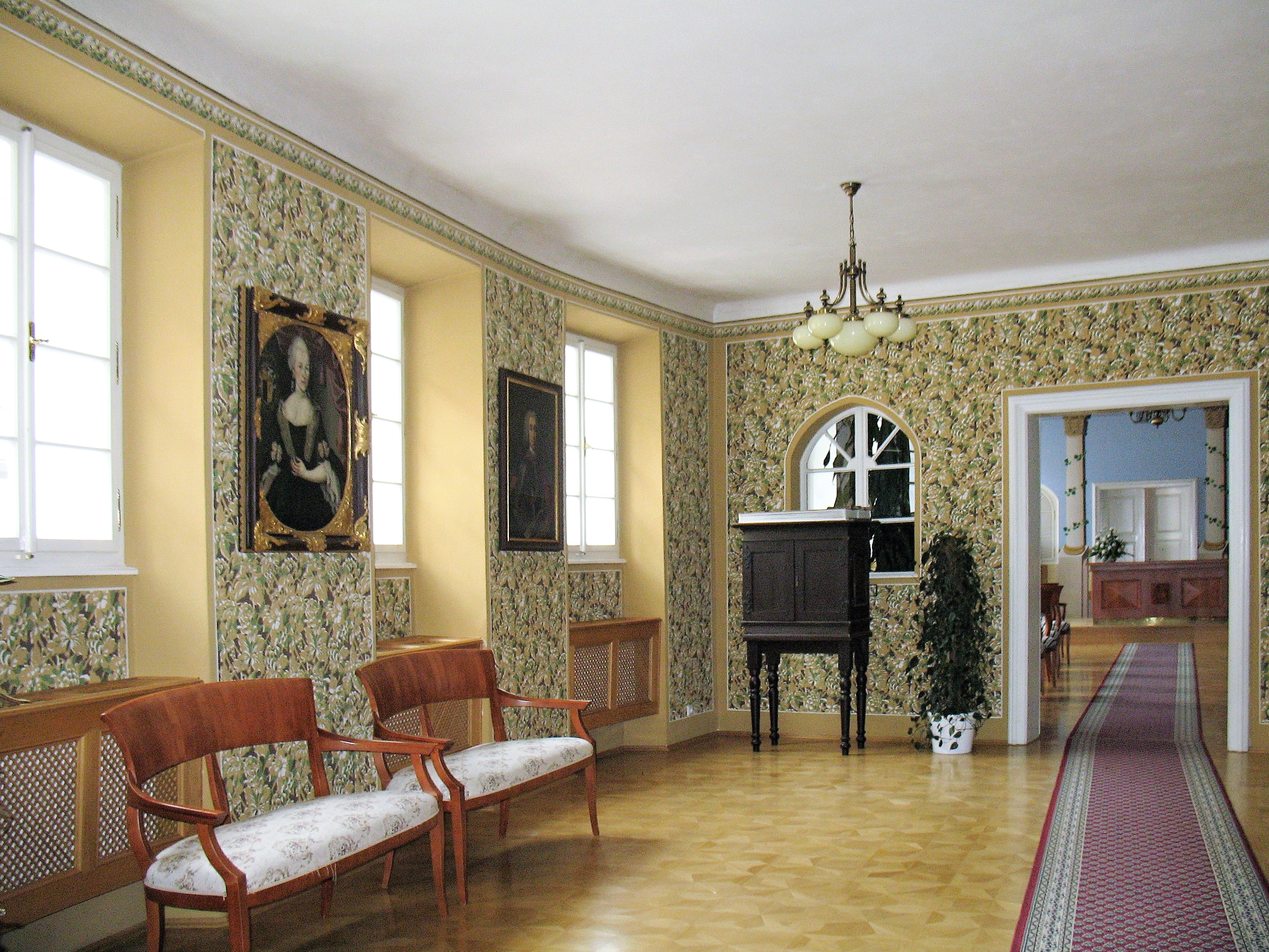
Předsálí obřadní síně
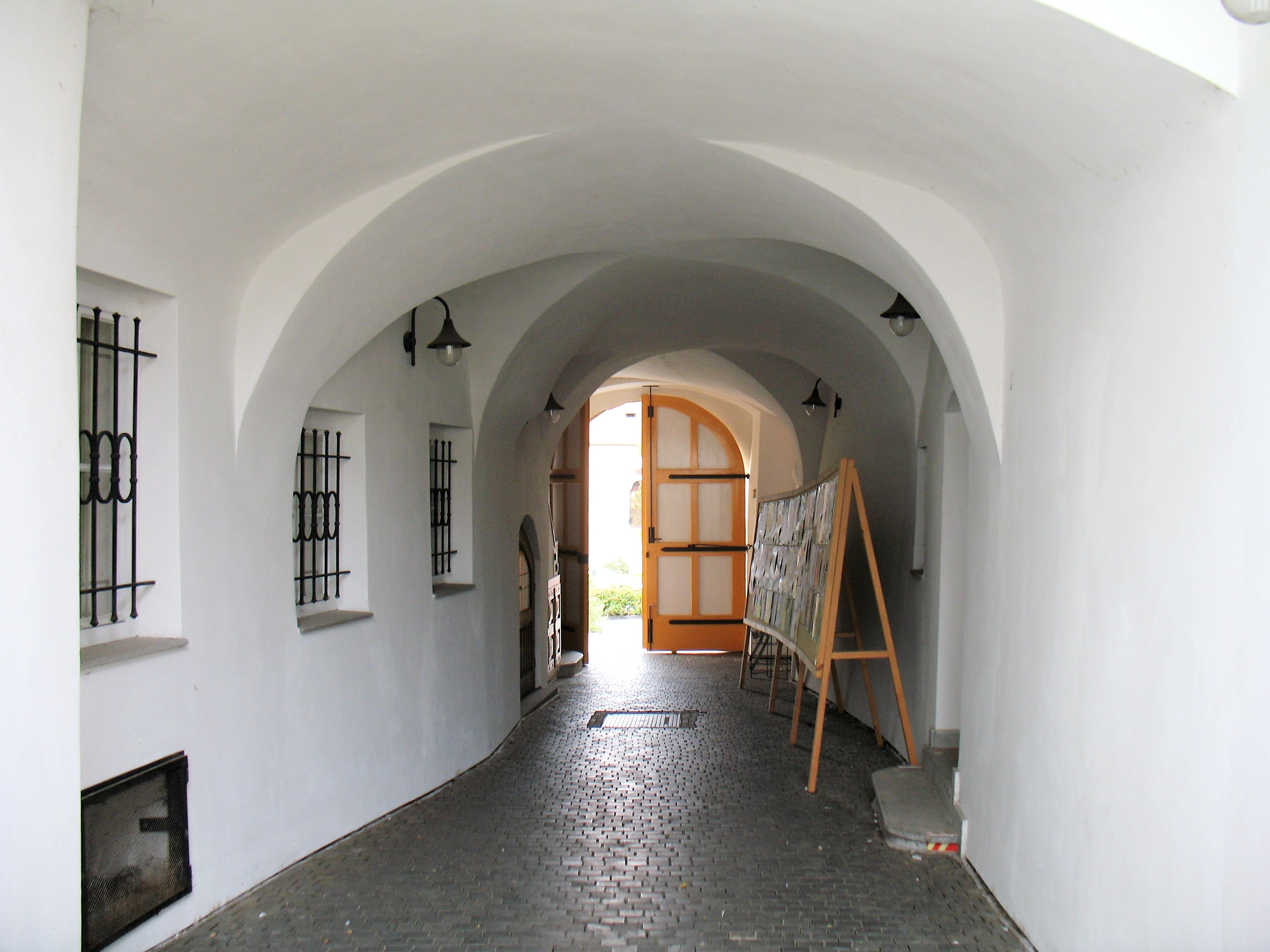
Klenutý průjezd
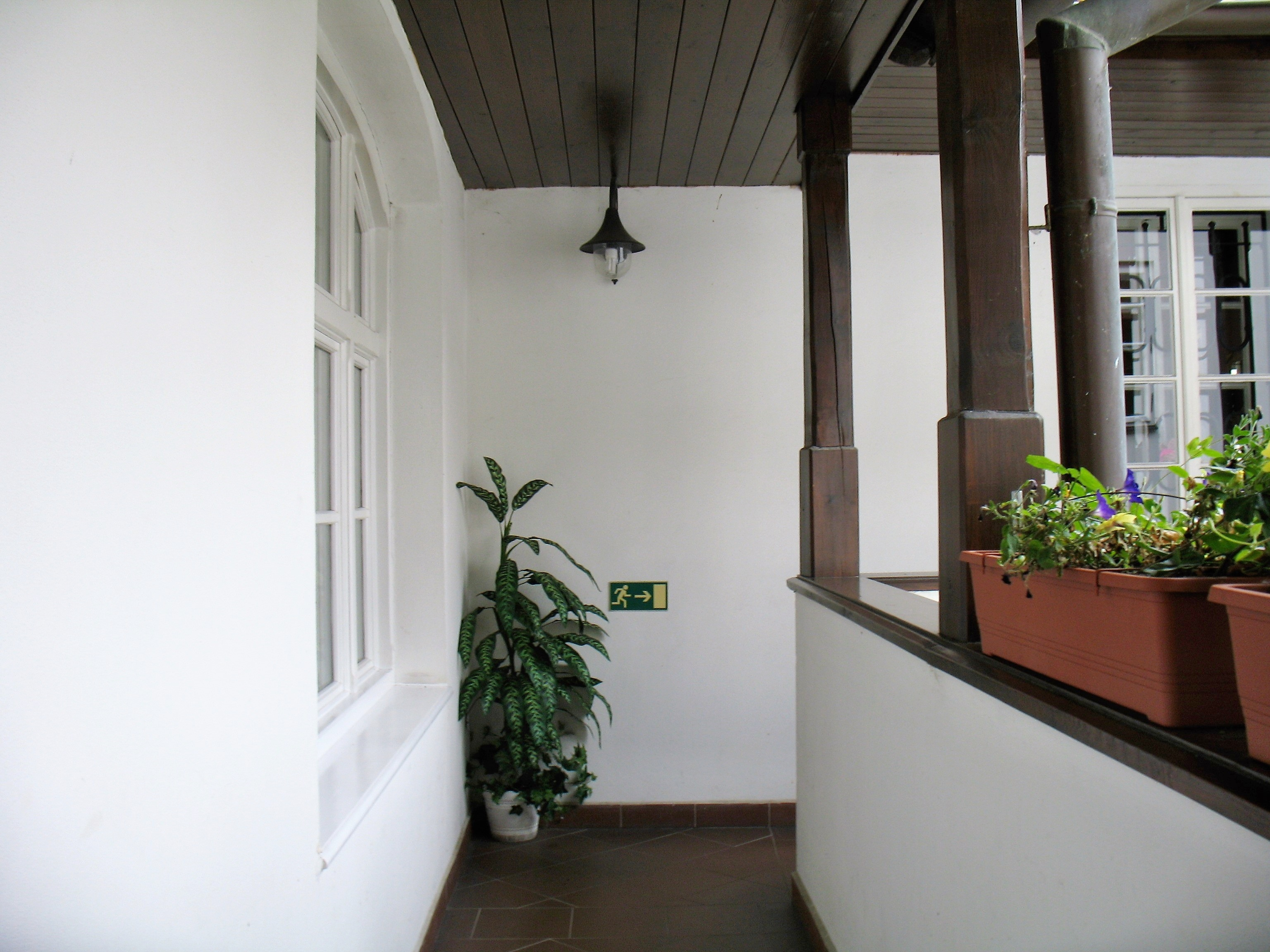
Zděná pavlač
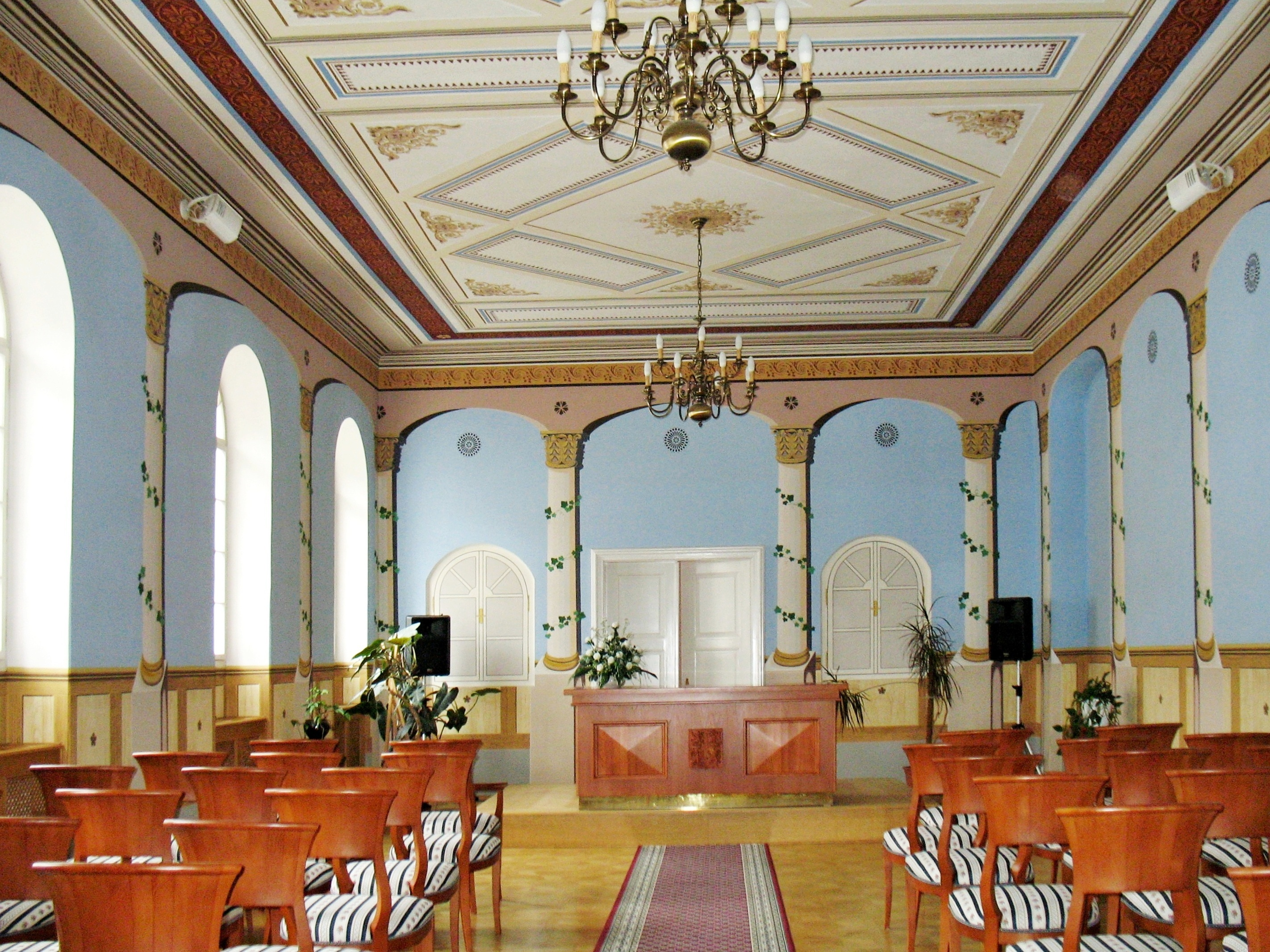
Městská obřadní síň
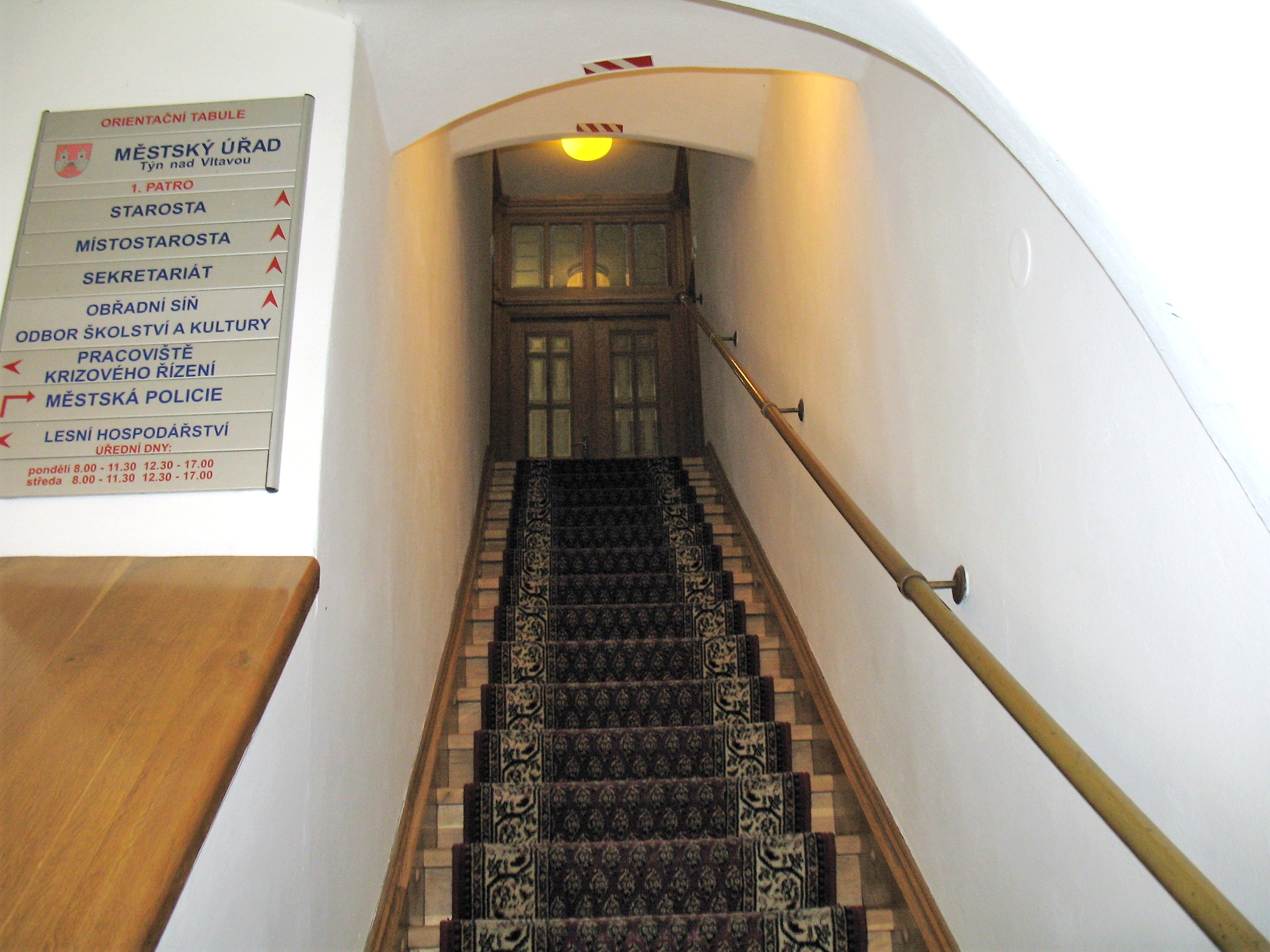
Schody do 1. patra
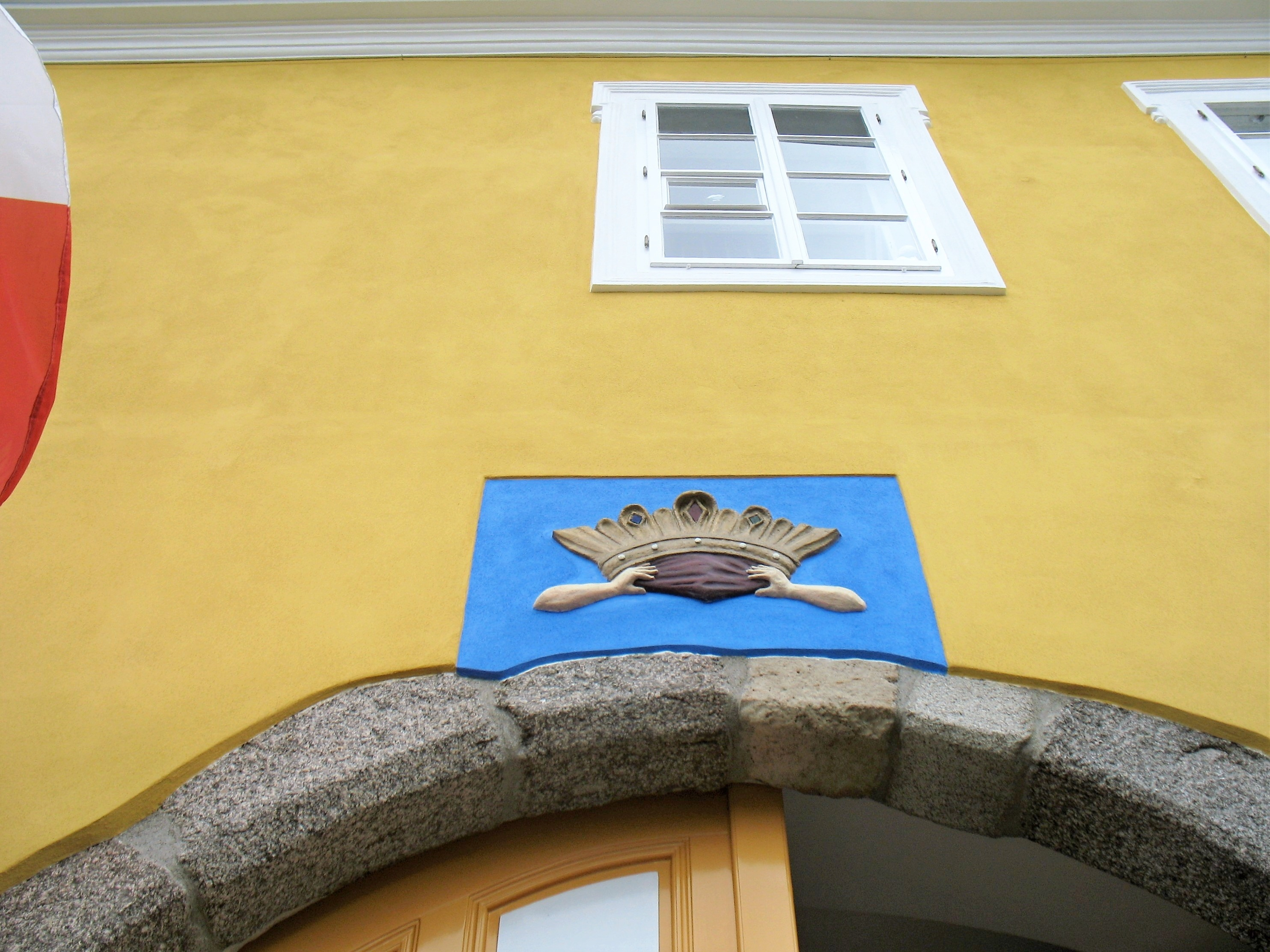
Znamení nad bránou